# Comuna de Godziszów
Godziszów (polaco: Gmina Godziszów) é uma gminy (comuna) na Polónia, na voivodia de Lublin e no condado de Janowski. A sede do condado é a cidade de Godziszów.
De acordo com os censos de 2004, a comuna tem 6363 habitantes, com uma densidade 62,6 hab/km².

## Área
Estende-se por uma área de 101,68 km², incluindo:
- área agricola: 77%
- área florestal: 19%

## Demografia
Dados de 30 de Junho 2004:
|                      | Total   | Total | Mulheres | Mulheres | Homens  | Homens |
| -------------------- | ------- | ----- | -------- | -------- | ------- | ------ |
|                      | pessoas | %     | pessoas  | %        | pessoas | %      |
| População            | 6363    | 100   | 3174     | 49,9     | 3189    | 50,1   |
| Densidade (pop./km²) | 62,6    | 100   | 31,2     | 31,2     | 31,4    | 31,4   |

De acordo com dados de 2002, o rendimento médio per capita ascendia a 1055,38 zł.

## Subdivisões
- Andrzejów, Godziszów, Kawęczyn, Piłatka, Rataj Ordynacki, Wólka Ratajska, Zdziłowice.

## Comunas vizinhas
- Batorz, Chrzanów, Dzwola, Janów Lubelski, Modliborzyce, Zakrzew